# الوقف (مناخة)

تعديل مصدري - تعديل

الوقف هي إحدى قرى عزلة المغارب السفلى بمديرية مناخة التابعة لمحافظة صنعاء، بلغ تعداد سكانها 307 نسمة حسب تعداد اليمن لعام 2004.